# Serapicamptis timbali
Serapicamptis timbali là một loài thực vật có hoa trong họ Lan. Loài này được (K.Richt.) H.Kretzschmar, Eccarius & H.Dietr. mô tả khoa học đầu tiên năm 2007.